# Giovanni Pascoli
Giovanni Pascoli (San Mauro di Romagna, 31 dicembre 1855 – Bologna, 6 aprile 1912) è stato un poeta e critico letterario italiano. Figura emblematica della letteratura italiana di fine Ottocento, è considerato, insieme a Gabriele D'Annunzio, il maggior poeta decadente italiano, nonostante la sua formazione principalmente positivistica.

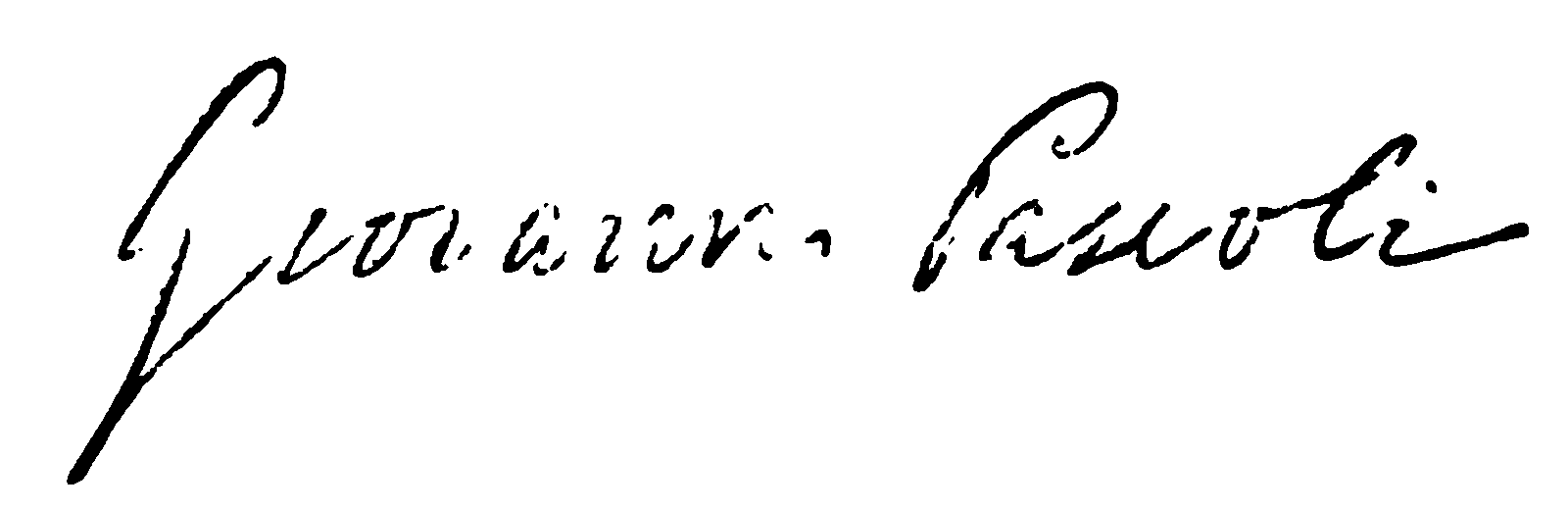
Firma di Giovanni Pascoli

Dal Fanciullino, articolo programmatico pubblicato per la prima volta nel 1897, emerge una concezione intima e interiore del sentimento poetico, orientato alla valorizzazione del particolare e del quotidiano, e al recupero di una dimensione infantile e quasi primitiva. D'altra parte, solo il poeta può esprimere la voce del "fanciullino" presente in ognuno: quest'idea consente a Pascoli di rivendicare per sé il ruolo, per certi versi ormai anacronistico, di "poeta vate", e di ribadire allo stesso tempo l'utilità morale (specialmente consolatoria) e civile della poesia.
Egli, pur non partecipando attivamente ad alcun movimento letterario dell'epoca né mostrando particolare propensione verso la poesia europea contemporanea (al contrario di Gabriele D'Annunzio), manifesta nella propria produzione tendenze prevalentemente spiritualistiche e simbolistiche, tipiche della cultura decadentista di fine secolo, segnata dal progressivo esaurirsi del positivismo.
Complessivamente la sua opera appare percorsa da una tensione costante tra la vecchia tradizione classicista ereditata dal maestro Giosuè Carducci e le nuove tematiche decadenti. Risulta infatti difficile comprendere il vero significato delle sue opere più importanti, se si ignorano i dolorosi e tormentosi caratteri biografici e psicologici che egli stesso riorganizzò per tutta la vita, in modo ossessivo, come sistema semantico di base del proprio mondo poetico e artistico.
Benedetto Croce, cui si deve la prima impostazione critica della poesia pascoliana, concluse che Giovanni Pascoli «è uno strano miscuglio di spontaneità e di artifizio: un grande - piccolo poeta, o se piace meglio, un piccolo grande poeta». Tale giudizio nel corso del tempo rimase lo stesso e, anzi, Croce ne accentuò il carattere negativo, di pari passo con la sua posizione polemica «nei riguardi del decadentismo, del quale il Pascoli gli è apparso un tipico rappresentante, insieme con D'Annunzio, per il suo impressionismo e il suo frammentarismo». Alcune tra le prime, più fini approssimazioni critiche, furono invece compiute da Renato Serra, Carlo Curto, seguito da Emilio Cecchi.

## Biografia

### Anni giovanili

Giovanni Pascoli da bambino (ultimo a destra), con il padre Ruggero e i fratelli Giacomo e Luigi

Nacque il 31 dicembre 1855 a San Mauro, in una famiglia benestante, quarto dei dieci figli - due dei quali morti molto piccoli - di Ruggero Pascoli, amministratore della tenuta La Torre della famiglia dei principi Torlonia, e di Caterina Vincenzi Alloccatelli. I suoi familiari lo chiamavano affettuosamente "Zvanì".
Il 10 agosto 1867, quando Giovanni aveva quasi dodici anni, il padre fu assassinato con una fucilata mentre sul proprio calesse tornava a casa da Cesena. Le ragioni del delitto, forse di natura politica o dovute a contrasti di lavoro, non furono mai chiarite, e i responsabili rimasero ignoti, nonostante tre processi celebrati e nonostante la famiglia avesse forti sospetti sull'identità dell'assassino, come traspare evidentemente nella poesia La cavalla storna. Il probabile mandante fu infatti Pietro Cacciaguerra (al quale Pascoli fa riferimento, senza nominarlo, nella lirica Tra San Mauro e Savignano), possidente ed esperto fattore da bestiame, che divenne poi agente per conto del principe, coadiuvando l'amministratore Achille Petri, subentrato a Ruggero Pascoli dopo il delitto. I due sicari, i cui nomi correvano di bocca in bocca in paese, furono Luigi Pagliarani detto Bigéca (fervente repubblicano) e Michele Dellarocca, probabilmente fomentati dal presunto mandante. Un'altra poesia, X agosto, fu scritta in ricordo del giorno dell'assassinio del padre.
Il trauma lasciò segni profondi nel futuro poeta. La famiglia cominciò a perdere gradualmente il proprio status economico e successivamente subì una serie di numerosi lutti, disgregandosi: costretti a lasciare la tenuta, l'anno successivo morirono la sorella Margherita di tifo e la madre per un attacco cardiaco («di crepacuore»), nel 1871 il fratello Luigi colpito da meningite, e nel 1876 il fratello maggiore Giacomo, assessore comunale a Rimini, pure di tifo; secondo alcune ricerche, però, la morte di Giacomo non fu naturale bensì dovuta ad avvelenamento da parte di ignoti che intimarono a lui e ai suoi fratelli Raffaele e Giovanni di non continuare le indagini sulla morte del padre.

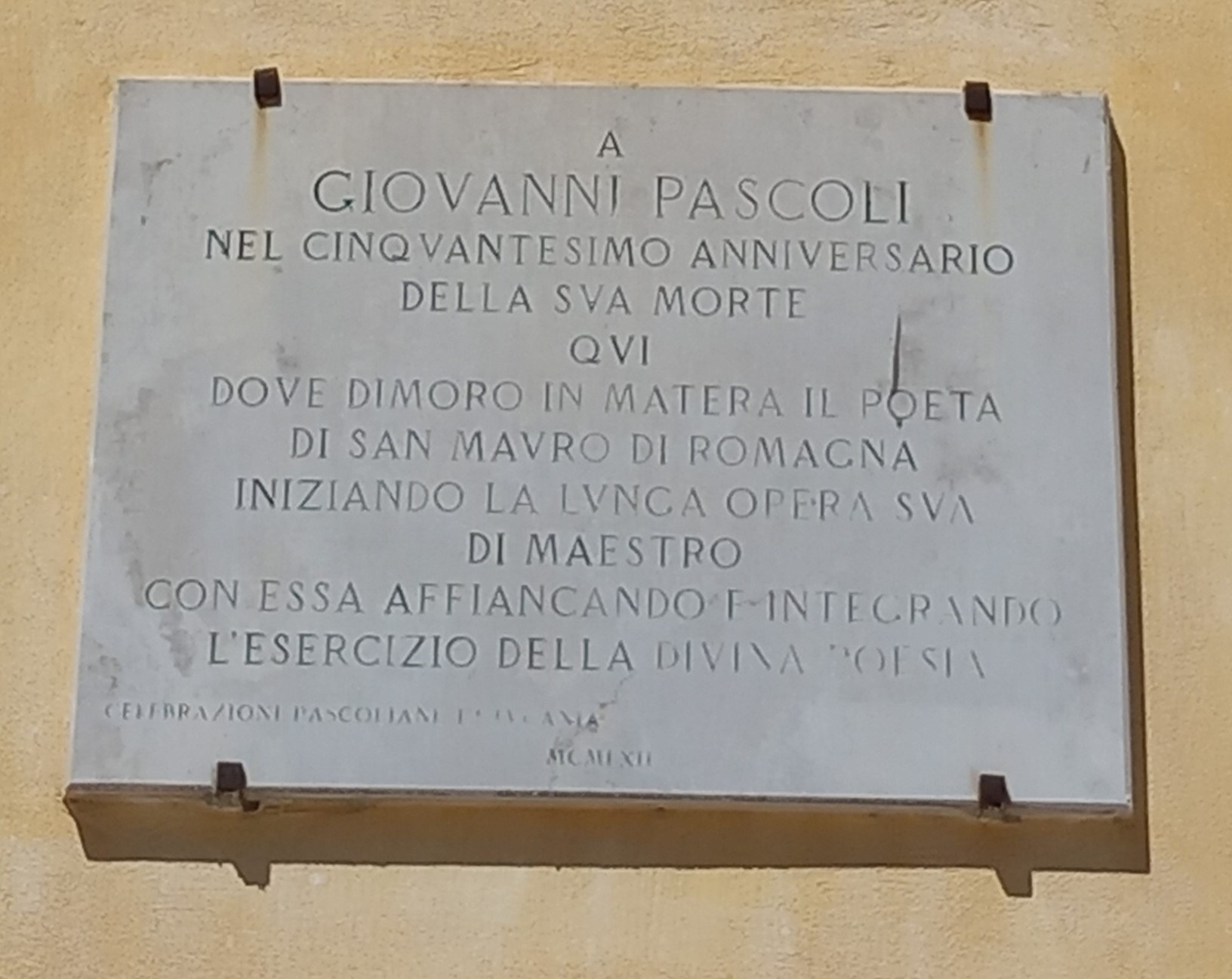
Ricordo di Pascoli a Matera

Le sorelle Ida (1863-1957) e Maria (1865-1953) andarono a studiare nel collegio del convento delle monache agostiniane a Sogliano al Rubicone, dove viveva Rita Vincenzi, sorella della madre Caterina, e dove rimasero dieci anni. Nel 1882, uscite dal convento, Ida e Maria chiesero aiuto al fratello Giovanni, che dopo la laurea insegnava al Liceo Duni di Matera, chiedendogli di poter vivere con lui: le sorelle fecero leva sul senso del dovere e di colpa di Giovanni, il quale durante i nove anni universitari non si era più occupato di loro. Nella biografia scritta dalla sorella Maria, Lungo la vita di Giovanni Pascoli, il futuro poeta è presentato come un ragazzo solido e vivace, il cui carattere non era stato alterato dalle disgrazie; per anni, infatti, le sue reazioni parvero essere volitive e tenaci, nell'impegno a terminare il liceo e a cercare i mezzi per proseguire gli studi universitari, nonché nel puntiglio, sempre frustrato, nel ricercare e perseguire l'assassino del padre. Questo desiderio di giustizia non sfocerà mai nella vendetta, e Pascoli si pronuncerà sempre contro la pena di morte e contro l'ergastolo per motivi principalmente umanitari.

### I primi studi
Nel 1871, all'età di quindici anni e dopo la morte del fratello Luigi avvenuta per meningite il 19 ottobre dello stesso anno, Giovanni Pascoli dovette lasciare il Collegio Raffaello dei padri Scolopi di Urbino; si trasferì a Rimini per frequentare il liceo classico Giulio Cesare. 
Giovanni giunse a Rimini assieme ai suoi cinque fratelli: Giacomo (19 anni), Raffaele (14), Alessandro Giuseppe, (12), Ida (8), Maria (6, chiamata affettuosamente Mariù). «L'appartamento, già scelto da Giacomo ed arredato con lettini di ferro e di legno, e con mobili di casa nostra, era in uno stabile interno di via San Simone, e si componeva del pianterreno e del primo piano», scrive Mariù: «La vita che si conduceva a Rimini… era di una economia che appena consentiva il puro necessario». Pascoli terminò infine gli studi liceali a Cesena dopo aver frequentato il ginnasio e il liceo al prestigioso Liceo Dante di Firenze, e aver fallito l'esame di licenza a causa delle materie scientifiche.

### L'università e l'impegno politico

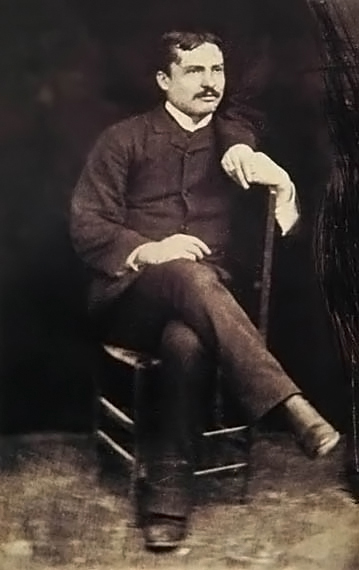
Giovanni Pascoli nell'agosto del 1884

Grazie a una borsa di studio di 600 lire (che poi perse per aver partecipato a una manifestazione studentesca), Pascoli si iscrisse all'Università di Bologna dove ebbe come docenti il poeta Giosuè Carducci e il latinista Giovanni Battista Gandino, e diventò amico del poeta e critico Severino Ferrari. Conosciuto Andrea Costa e avvicinatosi al movimento anarco-socialista, cominciò nel 1877 a tenere comizi a Forlì e a Cesena. Durante una manifestazione socialista a Bologna, dopo l'attentato fallito dell'anarchico lucano Giovanni Passannante ai danni del re Umberto I, il giovane poeta lesse pubblicamente un proprio sonetto dal presunto titolo Ode a Passannante. L'ode venne subito dopo strappata (probabilmente per timore di essere arrestato o forse per essersi pentito, pensando all'assassinio del padre) e di essa si conoscono solamente gli ultimi due versi tramandati oralmente: «colla berretta d'un cuoco, faremo una bandiera».
La paternità del componimento fu oggetto di controversie: sia la sorella Maria sia lo studioso Piero Bianconi negarono che egli avesse scritto tale ode (Piero Bianconi la definì «la più celebre e citata delle poesie inesistenti della letteratura italiana»). Benché non vi sia alcuna prova tangibile sull'esistenza dell'opera, Gian Battista Lolli, vecchio segretario della federazione socialista di Bologna e amico del Pascoli, dichiarò di aver assistito alla lettura e attribuì al poeta la realizzazione della lirica. Pascoli fu arrestato il 7 settembre 1879 per aver partecipato a una protesta contro la condanna di alcuni anarchici, i quali erano stati a loro volta imprigionati per i disordini generati dalla condanna di Passannante: durante il loro processo, il poeta urlò: «Se questi sono i malfattori, evviva i malfattori!»
Dopo poco più di cento giorni, esclusa la maggiore gravità del reato, con sentenza del 18 novembre 1879 la Corte d'Appello rinviò gli imputati - Pascoli e Ugo Corradini - davanti al Tribunale. Il processo, in cui Pascoli era difeso dall'avvocato Barbanti, ebbe luogo il 22 dicembre e fu chiamato a testimone anche il suo docente Carducci, il quale inviò una sua dichiarazione: «Il Pascoli non ha capacità a delinquere in relazione ai fatti denunciati». Pascoli venne assolto, ma attraversò un periodo difficile minato da intenti suicidi (a cui desistette grazie al pensiero della madre defunta, come raccontato nella poesia La voce), finché alla fine riprese gli studi con impegno.
Nonostante le simpatie verso il movimento anarco-socialista in età giovanile, nel 1900, quando Umberto I venne ucciso da un altro anarchico, Gaetano Bresci, Pascoli rimase amareggiato dall'accaduto e compose la poesia Al Re Umberto. Abbandonò dunque la militanza politica, ma mantenne sempre un certo spirito socialista umanitario caratterizzato dall'impegno verso i deboli e la concordia universale fra gli uomini, argomento di alcune liriche:
(Giovanni Pascoli, I due fanciulli)

### La docenza
Dopo la laurea, conseguita nel 1882 con una tesi su Alceo, Pascoli intraprese la carriera di insegnante di latino e greco nei licei di Matera e di Massa. Dopo le vicissitudini e i lutti, il poeta aveva finalmente ritrovato la gioia di vivere e di credere nel futuro. All'indomani della laurea scrisse da Argenta:
Su richiesta delle sorelle Ida e Maria, fino al 1882 nel convento di Sogliano, Pascoli riformulò il proprio progetto di vita, sentendosi in colpa per avere abbandonato le sorelle negli anni universitari. In una lettera scritta da Argenta il 3 luglio 1882 in risposta alle sorelle che lo accusavano di averle abbandonate, Pascoli risponde:
E ancora da Matera nell'ottobre del 1882:
Amate voi me, che ero lontano e parevo indifferente, mentre voi vivevate nell'ombra del chiostro […] Amate voi me, che sono accorso a voi soltanto quando escivate dal convento raggianti di mite contentezza, m'amate almeno come le gentili compagne delle vostre gioie e consolatrici dei vostri dolori?
Il 22 settembre 1882 Pascoli era stato iniziato alla massoneria, presso la loggia "Rizzoli" di Bologna. Il testamento massonico autografo del Pascoli, a forma di triangolo (il triangolo è un simbolo massonico), è stato rinvenuto nel 2002. Giuliano Di Bernardo, a capo del Grande Oriente d'Italia dal 1990 al 1993, nel 2017 ha esplicitamente dichiarato l'appartenenza di Pascoli e Carducci alla massoneria, per un certo periodo nelle logge. I contatti con la Massoneria sono confermati anche dall'intenso scambio epistolare che intrattenne col massone Luigi d'Isengard.
Dal 1887 al 1895 insegnò a Livorno al Ginnasio-Liceo "Guerrazzi e Niccolini", nel cui archivio si trovano ancora lettere e appunti scritti di suo pugno, e nel frattempo iniziò la collaborazione con la rivista Vita nuova su cui uscirono le prime poesie di Myricae, raccolta che continuò a rinnovarsi in cinque edizioni fino al 1900. Vinse inoltre per ben tredici volte la medaglia d'oro al Concorso di poesia latina di Amsterdam, col poemetto Veianus e coi successivi Carmina.

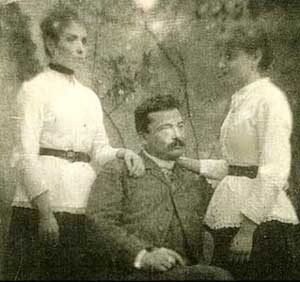
Pascoli con le sorelle Ida e Maria

Nel 1894 fu chiamato a Roma per collaborare con il Ministero della pubblica istruzione. Nella capitale fece la conoscenza di Adolfo De Bosis, che lo invitò a collaborare alla rivista Convito (dove sarebbero infatti apparsi alcuni tra i componimenti più tardi riuniti nel volume Poemi conviviali), e di Gabriele D'Annunzio, il quale lo stimava, anche se il rapporto tra i due poeti fu sempre complesso.

### Il "nido" di Castelvecchio
(Giovanni Pascoli, La mia sera da Canti di Castelvecchio)
Divenuto professore universitario nel 1895 e costretto dalla sua professione a lavorare in più città, come Bologna, Messina e Pisa, ma non si radicò mai in esse, preoccupandosi sempre di garantirsi una "via di fuga" verso il proprio mondo di origine, quello agreste. Tuttavia il punto di arrivo sarebbe stato sul versante appenninico opposto a quello da cui proveniva la sua famiglia: nel 1895 infatti si trasferì con la sorella Maria nella Media Valle del Serchio, nel piccolo borgo di Castelvecchio (oggi Castelvecchio Pascoli) nel comune di Barga, in una casa che divenne la sua residenza stabile quando poté acquistarla (impegnando anche alcune medaglie d'oro vinte al concorso di poesia latina di Amsterdam).
Dopo il matrimonio della sorella Ida con il romagnolo Salvatore Berti, matrimonio che il poeta aveva contemplato e seguito sin dal 1891, Pascoli vivrà in seguito alcuni mesi di grande sofferenza per l'indifferenza della sorella Ida nei suoi confronti e le continue richieste economiche da parte di lei e del marito, vivendo la cosa come una profonda ferita dopo i dieci anni di sacrifici e dedizione alle sorelle, a causa delle quali il poeta aveva di fatto più volte rinunciato all'amore. Molti particolari della vita personale, successivamente emersi dalle lettere private, furono taciuti dalla celebre biografia scritta dalla sorella Maria, poiché giudicati da lei sconvenienti o non conosciuti. Il fidanzamento di Pascoli con la cugina Imelde Morri di Rimini, all'indomani delle nozze di Ida e organizzato all'insaputa di Mariù, dimostra il reale intento del poeta, ma di fronte alla disperazione di Mariù, che non avrebbe mai accettato il matrimonio, né l'ingerenza di un'altra donna in casa sua, Pascoli rinuncerà al proposito di vita coniugale.
Si può affermare che la vita moderna della città non entrò mai, neppure come antitesi, come contrapposizione polemica, nella poesia pascoliana: egli, in un certo senso, non uscì mai dai confini del cosiddetto «nido», il suo mondo reale e metaforico che costituì, in tutta la sua produzione letteraria, l'unico grande tema, una specie di microcosmo da lui definito «tutto il mondo» eppure chiuso su sé stesso, come se il poeta avesse bisogno di difenderlo da un minaccioso disordine esterno, peraltro sempre innominato e oscuro, privo di riferimenti e di identità, come lo era stato l'assassino di suo padre. Sul tormentato rapporto nel nido con le sorelle ha scritto parole di estrema chiarezza il poeta Mario Luzi:
(Mario Luzi, Giovanni Pascoli)
In particolare si fecero difficili i rapporti con Giuseppe, che mise più volte in imbarazzo Giovanni a Bologna, ubriacandosi continuamente in pubblico nelle osterie, e con il marito di Ida, il quale nel 1910, dopo aver ricevuto in prestito dei soldi da Giovanni, partì per l'America lasciando in Italia la moglie e le tre figlie.

### Gli ultimi anni

Giovanni Pascoli fotografato nella casa di campagna a Castelvecchio di Barga

Le trasformazioni politiche e sociali che agitavano gli anni di fine secolo e preludevano alla catastrofe bellica europea della prima guerra mondiale, gettarono progressivamente Pascoli, già emotivamente provato dall'ulteriore fallimento del suo tentativo di ricostruzione familiare, in una condizione di insicurezza e pessimismo ancora più marcati, che lo condussero in una fase di depressione e nel baratro dell'alcolismo: il poeta abusava di vino e cognac, come riferisce anche nelle lettere.
Negli ultimi anni della sua vita, la poesia e il nido diventano le uniche consolazioni di Pascoli dopo la perdita della fede trascendente, cercata e avvertita comunque nel senso del mistero universale, in una sorta di agnosticismo mistico, come testimonia una missiva al cappellano militare padre Giovanni Semeria:
Mentre insegnava latino e greco nelle varie università dove aveva accettato l'incarico, pubblicò anche i volumi di analisi dantesca Minerva oscura (1898), Sotto il velame (1900) e La Mirabile Visione (1902). Nel 1906 assunse la cattedra di letteratura italiana all'Università di Bologna succedendo a Carducci. Qui ebbe allievi che sarebbero stati poi celebri, fra cui Aldo Garzanti. Nel novembre 1911 presenta al concorso indetto dal Comune di Roma per celebrare il cinquantesimo dell'Unità d'Italia, il poema latino Inno a Roma in cui riprendendo un tema già anticipato nell'ode Al corbezzolo esalta Pallante come il primo morto per la causa nazionale e poi deposto su rami di corbezzolo che con i fiori bianchi, le bacche rosse e le foglie verdi, vengono visti come un'anticipazione della bandiera tricolore.
Scoppiata la guerra italo-turca, presso il teatro di Barga pronuncia il celebre discorso a favore dell'imperialismo La grande proletaria si è mossa: egli sostiene infatti che la Libia sia parte dell'Italia irredenta, e l'impresa sia anche a favore delle popolazioni sottomesse alla Turchia, oltre che positiva per i contadini italiani, che avranno nuove terre. Si tratta, in sostanza, non di nazionalismo vero e proprio, ma di un'evoluzione delle sue utopie socialiste e patriottiche.
Il 31 dicembre 1911 compie 56 anni; sarà il suo ultimo compleanno: poco tempo dopo le sue condizioni di salute peggiorano. Il medico gli consiglia di lasciare Castelvecchio e trasferirsi a Bologna, dove gli viene diagnosticata la cirrosi epatica per l'abuso di alcol; nelle memorie della sorella viene invece affermato che fosse malato di epatite e tumore al fegato. Il certificato di morte riporta come causa un tumore allo stomaco, ma è probabile fosse stato redatto dal medico su richiesta di Mariù, che intendeva eliminare tutti gli aspetti che lei giudicava sconvenienti dall'immagine del fratello, come la dipendenza da alcol, come aveva fatto per la simpatia giovanile per Passannante e la sua affiliazione alla Massoneria. La malattia lo porta alla morte il 6 aprile 1912, un Sabato Santo, vigilia di Pasqua, nella sua casa di Bologna, al numero 2 di via dell'Osservanza.
Pascoli venne sepolto nella cappella annessa alla sua dimora di Castelvecchio Pascoli, dove sarà tumulata anche l'amata sorella Maria, sua biografa, nominata erede universale nel testamento nonché curatrice delle opere postume.

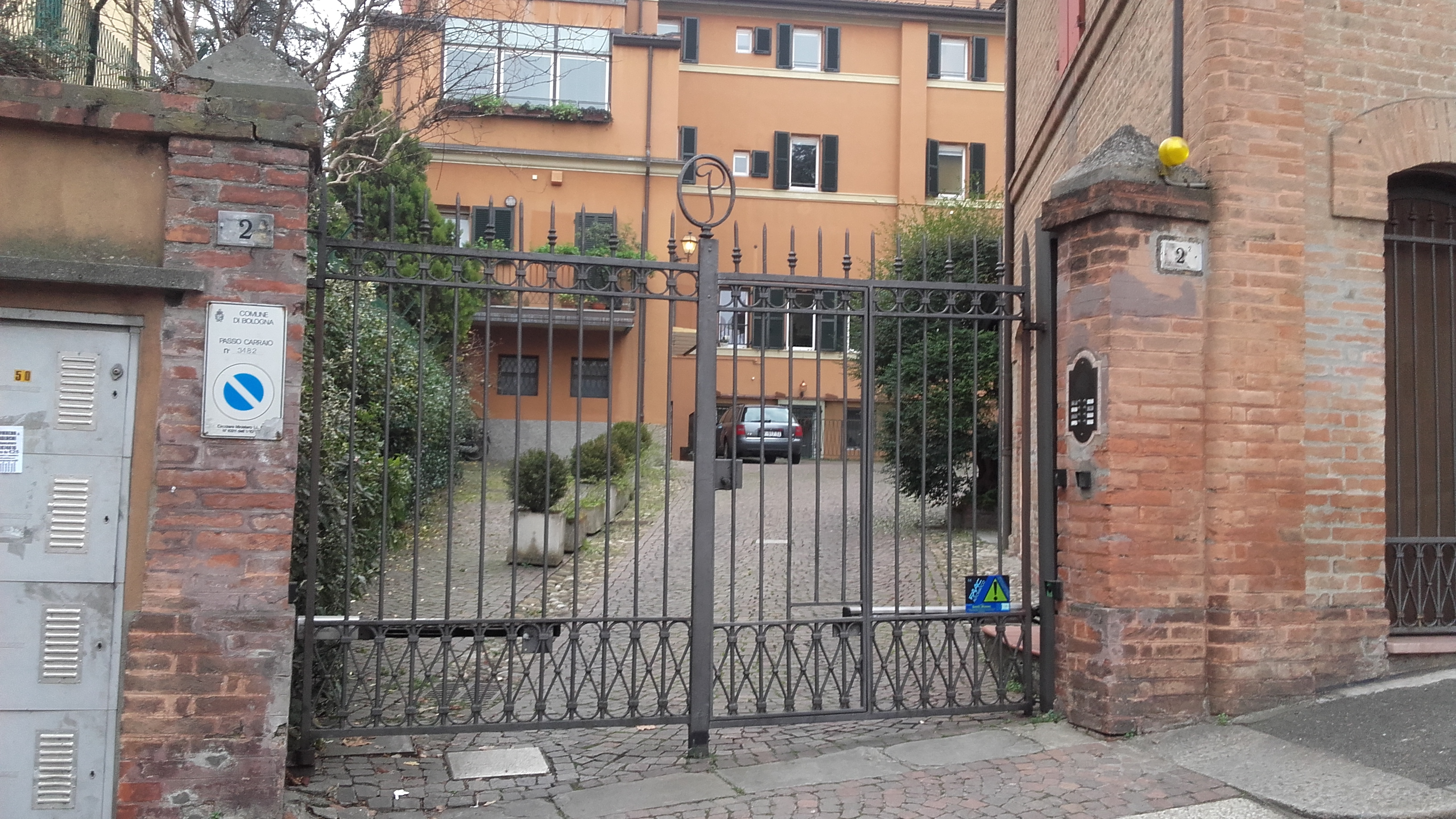
L'ultima dimora di Giovanni Pascoli, dove morì, a Bologna in via dell'Osservanza 2: sul cancello si può notare ancora la "P" di Pascoli

## Il profilo letterario: la sua "rivoluzione poetica"
L'esperienza poetica pascoliana si inserisce, con tratti originalissimi, nel panorama del decadentismo europeo e segna in maniera indelebile la poesia italiana: essa affonda le radici in una visione pessimistica della vita in cui si riflette la scomparsa della fiducia, propria del positivismo, e in una conoscenza in grado di spiegare compiutamente la realtà. 
Il mondo appare all'autore come un insieme misterioso e indecifrabile; tanto che il poeta tende a rappresentare la realtà con una pennellata impressionistica che colga solo un determinato particolare del reale, non essendo possibile per l'autore avere una concreta visione d'insieme. Coerentemente con la visione decadente, il poeta si configura come un "veggente", mediatore di una conoscenza aurorale, in grado di spingere lo sguardo oltre il mondo sensibile: nel Fanciullino, Pascoli afferma quanto il poeta fanciullino sappia dare il nome alle cose, scoprendole nella loro freschezza originaria, in maniera immaginosa e alogica.

### La formazione letteraria
La fase cruciale della formazione letteraria di Pascoli va fatta risalire ai nove anni trascorsi a Bologna come studente alla facoltà di lettere (1873-1882). Allievo di Carducci, che si accorse subito delle qualità del giovane Pascoli, nella cerchia ristretta dell'ambiente creatosi attorno al poeta, Pascoli visse gli anni più movimentati della sua vita. Qui, protetto comunque dalla naturale dipendenza tra maestro e allievo, Pascoli non ebbe bisogno di alzare barriere nei confronti della realtà, dovendo limitarsi a seguire gli indirizzi e i modelli del suo corso di studi: i classici, la filologia, la letteratura italiana. Nel 1875 perse la borsa di studio e con essa l'unico mezzo di sostentamento su cui poteva contare. La frustrazione e i disagi materiali lo spinsero verso il movimento socialista in quella che fu una delle poche, brevi parentesi politiche della sua vita. Nel 1879 venne arrestato e assolto dopo tre mesi di carcere; l'ulteriore senso di ingiustizia e la delusione lo riportarono nell'alveo d'ordine del maestro Carducci e al compimento degli studi con una tesi sul poeta greco Alceo.
A margine degli studi veri e propri, egli, comunque, condusse una vasta esplorazione del mondo letterario e anche scientifico straniero, attraverso le riviste francesi specializzate come la Revue des deux Mondes, che lo misero in contatto con l'avanguardia simbolista, e la lettura dei testi scientifico-naturalistici di Jules Michelet, Jean-Henri Fabre e Maurice Maeterlinck. Tali testi utilizzavano la descrizione naturalistica - la vita degli insetti soprattutto, con quell'attrazione per il microcosmo così caratteristica del Romanticismo decadente di fine Ottocento - in chiave poetica; l'osservazione era aggiornata sulle più recenti acquisizioni scientifiche dovute al perfezionamento del microscopio e della sperimentazione di laboratorio, ma poi veniva filtrata letterariamente attraverso uno stile lirico in cui dominava il senso della meraviglia e della fantasia. Era un atteggiamento positivista "romanticheggiante" che tendeva a vedere nella natura l'aspetto pre-cosciente del mondo umano.
Coerentemente con questi interessi, vi fu anche quello per la cosiddetta "filosofia dell'inconscio" del tedesco Karl Robert Eduard von Hartmann, l'opera che aprì quella linea di interpretazione della psicologia in senso anti-meccanicistico che sfociò nella psicanalisi freudiana. È evidente in queste letture - come in quella successiva dell'opera dell'inglese James Sully sulla "psicologia dei bambini" - un'attrazione di Pascoli verso il "mondo piccolo" dei fenomeni naturali e psicologicamente elementari che tanto fortemente caratterizzò tutta la sua poesia. E non solo la sua. Per tutto l'Ottocento la cultura europea aveva coltivato un particolare culto per il mondo dell'infanzia, dapprima, in un senso pedagogico e culturale più generico, poi, verso la fine del secolo, con un più accentuato intendimento psicologico. I Romantici, sulla scia di Giambattista Vico e di Rousseau, avevano paragonato l'infanzia allo stato primordiale "di natura" dell'umanità, inteso come una sorta di età dell'oro.
Verso gli anni ottanta si cominciò, invece, ad analizzare in modo più realistico e scientifico la psicologia dell'infanzia, portando l'attenzione sul bambino come individuo in sé, caratterizzato da una propria realtà di riferimento. La letteratura per l'infanzia aveva prodotto in meno di un secolo una quantità considerevole di libri che costituirono la vera letteratura di massa fino alla fine dell'Ottocento. Parliamo dei libri per i bambini, come le innumerevoli raccolte di fiabe dei fratelli Grimm (1822), di H.C. Andersen (1872), di Ruskin (1851), Wilde (1888), Maurice Maeterlinck (1909); o come il capolavoro di Carroll, Alice nel Paese delle Meraviglie (1865). Oppure i libri di avventura adatti anche all'infanzia, come i romanzi di Jules Verne, Kipling, Twain, Salgari, London. O libri sull'infanzia, dall'intento moralistico ed educativo, come Senza famiglia di Malot (1878), Il piccolo Lord di F.H. Burnett (1886), Piccole donne di Alcott (1869) e i celeberrimi Cuore di De Amicis (1886) e Pinocchio di Collodi (1887).
Tutto questo ci serve a ricondurre, naturalmente, la teoria pascoliana della poesia come intuizione pura e ingenua, espressa nella poetica del Fanciullino, ai riflessi di un vasto ambiente culturale europeo che era assolutamente maturo per accogliere la sua proposta. In questo senso non si può parlare di una vera novità, quanto piuttosto della sensibilità con cui egli seppe cogliere un gusto diffuso e un interesse già educato, traducendoli in quella grande poesia che all'Italia mancava dall'epoca di Leopardi. Per quanto riguarda il linguaggio, Pascoli ricerca una sorta di musicalità evocativa, accentuando l'elemento sonoro del verso, secondo il modello dei poeti maledetti Paul Verlaine e Stéphane Mallarmé.

### La poesia come "nido" che protegge dal mondo
Per Pascoli la poesia ha natura irrazionale e con essa si può giungere alla verità di ogni cosa; il poeta deve essere un poeta-fanciullo che arriva a questa verità mediante l'irrazionalità e l'intuizione. Rifiuta quindi la ragione e, di conseguenza, rifiuta il positivismo, che era l'esaltazione della ragione stessa e del progresso, approdando così al decadentismo. La poesia diventa così analogica, cioè senza apparente connessione tra due o più realtà che vengono rappresentate; ma in realtà una connessione, a volte anche un po' forzata, è presente tra i concetti, e il poeta spesso e volentieri è costretto a voli vertiginosi per mettere in comunicazione questi concetti. La poesia irrazionale o analogica è una poesia di svelamento o di scoperta e non di invenzione. I motivi principali di questa poesia devono essere "umili cose": cose della vita quotidiana, cose modeste o familiari. A questo si unisce il ricordo ossessivo dei suoi morti, le cui presenze aleggiano continuamente nel "nido", riproponendo il passato di lutti e di dolori e inibendo al poeta ogni rapporto con la realtà esterna, ogni vita di relazione, che viene sentita come un tradimento nei confronti dei legami oscuri, viscerali del "nido". Il "nido" è simbolo della famiglia e degli affetti, rifugio dalla violenza del mondo e della storia.

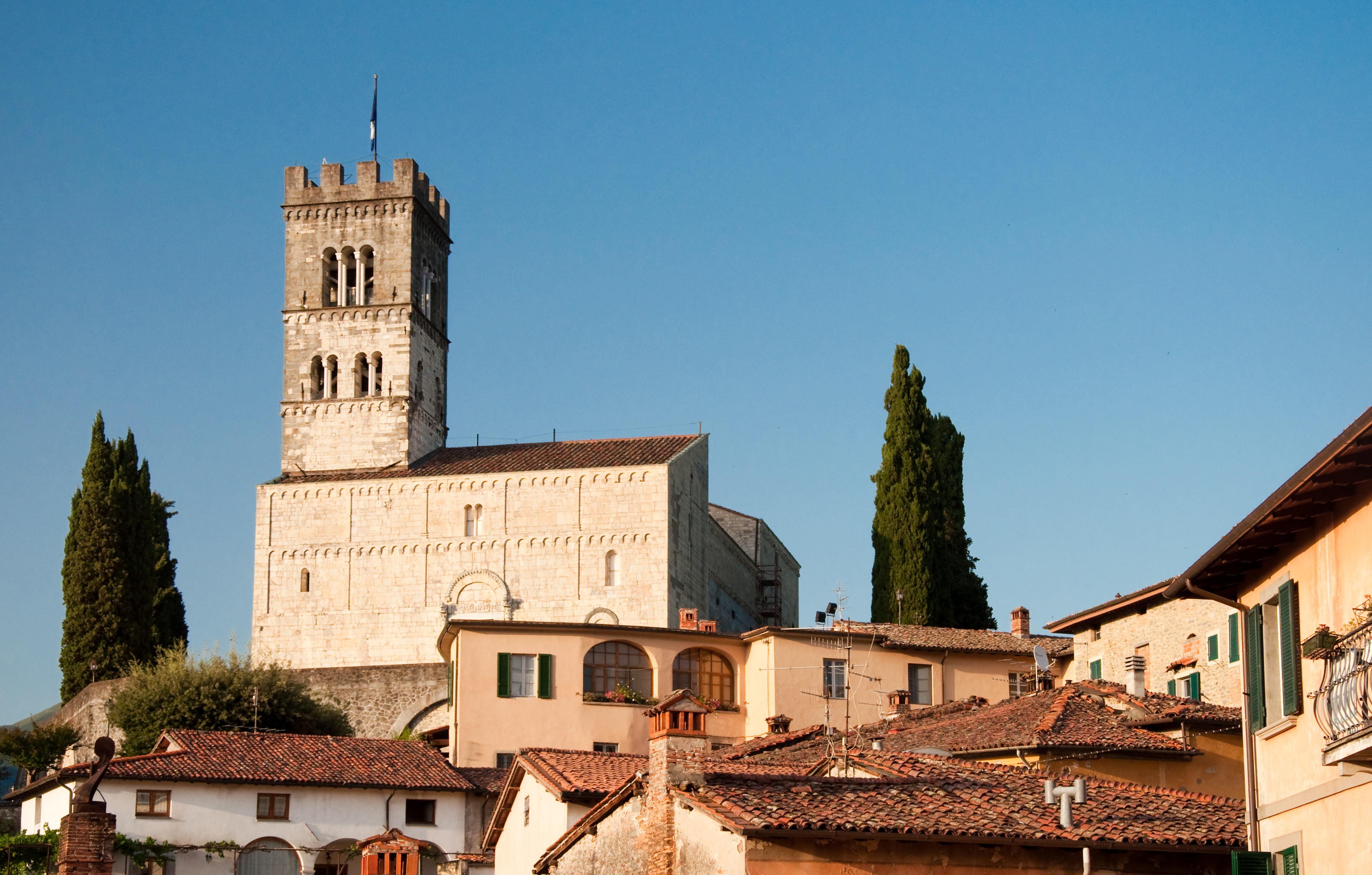
Il duomo, al cui suono della campana si fa riferimento in L'ora di Barga

Nella vita dei letterati italiani degli ultimi due secoli ricorre pressoché costantemente la contrapposizione problematica tra mondo cittadino e mondo agreste, intesi come portatori di valori opposti: mentre la campagna appare sempre più come il "paradiso perduto" dei valori morali e culturali, la città diviene simbolo di una condizione umana maledetta e snaturata, vittima della degradazione morale causata da un ideale di progresso puramente materiale. Questa contrapposizione può essere interpretata sia alla luce dell'arretratezza economica e culturale di gran parte dell'Italia rispetto all'evoluzione industriale delle grandi nazioni europee, sia come conseguenza della divisione politica e della mancanza di una grande metropoli unificante come erano Parigi per la Francia e Londra per l'Inghilterra. I "luoghi" poetici della "terra", del "borgo", dello "umile popolo" che ricorrono fino agli anni del primo dopoguerra non fanno che ripetere il sogno di una piccola patria lontana, che l'ideale unitario vagheggiato o realizzato non spegne mai del tutto.
Decisivo nella continuazione di questa tradizione fu proprio Pascoli, anche se i suoi motivi non furono quelli tipicamente ideologici degli altri scrittori, ma nacquero da radici più intimistiche e soggettive. Nel 1899 scrisse al pittore De Witt: «C'è del gran dolore e del gran mistero nel mondo; ma nella vita semplice e familiare e nella contemplazione della natura, specialmente in campagna, c'è gran consolazione, la quale pure non basta a liberarci dall'immutabile destino».
In questa contrapposizione tra l'esteriorità della vita sociale (e cittadina) e l'interiorità dell'esistenza familiare (e agreste) si racchiude l'idea dominante - accanto a quella della morte - della poesia pascoliana. Dalla casa di Castelvecchio, dolcemente protetta dai boschi della Media Valle del Serchio, Pascoli non "uscì" più (psicologicamente parlando) fino alla morte. Pur continuando in un intenso lavoro di pubblicazioni poetiche e saggistiche, e accettando nel 1905 di succedere al Carducci sulla cattedra dell'Università di Bologna, egli ci ha lasciato del mondo una visione univocamente ristretta attorno a un "centro", rappresentato dal mistero della natura e dal rapporto tra amore e morte.
Fu come se, sopraffatto da un'angoscia impossibile a dominarsi, il poeta avesse trovato nello strumento intellettuale del componimento poetico l'unico mezzo per costringere le paure e i fantasmi dell'esistenza in un recinto ben delimitato, al di fuori del quale egli potesse continuare una vita di normali relazioni umane. A questo "recinto" poetico egli lavorò con straordinario impegno creativo, costruendo una raccolta di versi e di forme che la letteratura italiana non vedeva, per complessità e varietà, dai tempi di Chiabrera. La ricercatezza quasi sofisticata, e artificiosa nella sua eleganza, delle strutture metriche scelte da Pascoli - mescolanza di novenari, quinari e quaternari nello stesso componimento, e così via - è stata interpretata come un paziente e attento lavoro di organizzazione razionale della forma poetica attorno a contenuti psicologici informi e incontrollabili che premevano dall'inconscio. Insomma, esattamente il contrario di quanto i simbolisti francesi e le altre avanguardie artistiche del primo Novecento proclamavano nei confronti della spontaneità espressiva.

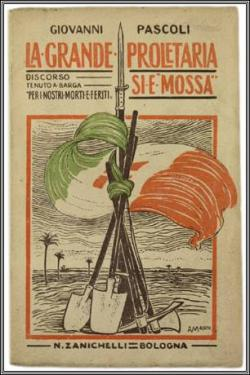
Frontespizio di un'edizione del discorso socialista e nazionalista di Pascoli La Grande Proletaria si è mossa, in favore della guerra di Libia

Anche se l'ultima fase della produzione pascoliana è ricca di tematiche sociopolitiche (Odi e inni del 1906, comprendenti gli inni Ad Antonio Fratti, Al Re Umberto, Al Duca degli Abruzzi e ai suoi compagni, Andrée, nonché l'ode, aggiunta nella terza edizione, Chavez; Poemi italici del 1911; Poemi del Risorgimento, postumi; nonché il celebre discorso La grande Proletaria si è mossa, tenuto nel 1911 in occasione di una manifestazione a favore dei feriti della guerra di Libia), non c'è dubbio che la sua opera più significativa è rappresentata dai volumi poetici che comprendono le raccolte di Myricae e dei Canti di Castelvecchio (1903), nei quali il poeta trae spunto dall'ambiente a lui familiare come la Ferrovia Lucca-Aulla ("In viaggio"), nonché parte dei Poemetti. Il "mondo" di Pascoli è tutto lì: la natura come luogo dell'anima dal quale contemplare la morte come ricordo dei lutti privati. 
(Dalla Prefazione di Pascoli ai Canti di Castelvecchio)

### Il poeta e il fanciullino
(Da Il fanciullino)
Uno dei tratti salienti per i quali Pascoli è passato alla storia della letteratura è la cosiddetta poetica del fanciullino, da lui stesso esplicitata nello scritto omonimo apparso sulla rivista Il Marzocco nel 1897. In tale scritto Pascoli, influenzato dal manuale di psicologia infantile di James Sully e da La filosofia dell'inconscio di Eduard von Hartmann, dà una definizione assolutamente compiuta - almeno secondo il suo punto di vista - della poesia (dichiarazione poetica). Si tratta di un testo di 20 capitoli, in cui si svolge il dialogo fra il poeta e la sua anima di fanciullino, simbolo:
- dei margini di purezza e candore, che sopravvivono nell'uomo adulto;
- della poesia e delle potenzialità latenti di scrittura poetica nel fondo dell'animo umano.

Caratteristiche del fanciullino:
- "Rimane piccolo anche quando noi ingrossiamo e arrugginiamo la voce ed egli fa sentire il suo tinnulo squillo come di campanella".
- "Piange e ride senza un perché di cose, che sfuggono ai nostri sensi ed alla nostra ragione".
- "Guarda tutte le cose con stupore e con meraviglia, non coglie i rapporti logici di causa - effetto, ma intuisce".
- "Scopre nelle cose le relazioni più ingegnose".
- "Riempie ogni oggetto della propria immaginazione e dei propri ricordi (soggettivazione), trasformandolo in simbolo".

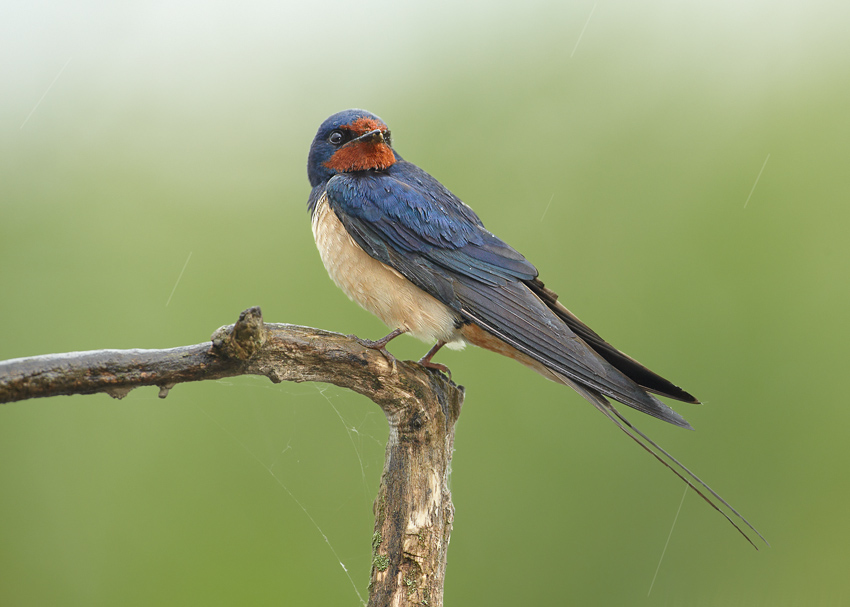
Una rondine. Gli uccelli e la natura, con precisione del lessico zoologico e botanico ma anche con semplicità, sono stati spesso cantati da Giovanni Pascoli

Il poeta allora mantiene una razionalità di fondo, organizzatrice della metrica poetica, ma:
- Possiede una sensibilità speciale, che gli consente di caricare di significati ulteriori e misteriosi anche gli oggetti più comuni;
- Comunica verità latenti agli uomini: è "Adamo", che mette nome a tutto ciò che vede e sente (secondo il proprio personale modo di sentire, che tuttavia ha portata universale).
- Deve saper combinare il talento della fanciullezza (saper vedere), con quello della vecchiaia (saper dire);
- Percepisce l'essenza delle cose e non la loro apparenza fenomenica.

La poesia, quindi, è tale solo quando riesce a parlare con la voce del fanciullo ed è vista come la perenne capacità di stupirsi tipica del mondo infantile, in una disposizione irrazionale che permane nell'uomo anche quando questi si è ormai allontanato, almeno cronologicamente, dall'infanzia propriamente intesa. È una realtà ontologica. Ha scarso rilievo per Pascoli la dimensione storica (egli trova suoi interlocutori in Omero, Virgilio, come se non vi fossero secoli e secoli di mezzo): la poesia vive fuori dal tempo ed esiste in quanto tale. Nel fare poesia una realtà ontologica (il poeta-microcosmo) si interroga su un'altra realtà ontologica (il mondo-macrocosmo); ma per essere poeta è necessario confondersi con la realtà circostante senza che il proprio punto di vista personale e preciso interferisca: il poeta si impone la rinuncia a parlare di sé stesso, tranne in poche poesie, in cui esplicitamente parla della sua vicenda personale. È vero che la vicenda autobiografica dell'autore caratterizza la sua poesia, ma con connotazioni di portata universale: ad esempio la morte del padre viene percepita come l'esempio principe della descrizione dell'universo, di conseguenza gli elementi autenticamente autobiografici sono scarsi, in quanto raffigura il male del mondo in generale. Tuttavia, nel passo XI de "Il fanciullino", Pascoli dichiara che un vero poeta è, più che altro, il suo sentimento e la sua visione che cerca di trasmettere agli altri. Per cui il poeta Pascoli rifiuta:
- il Classicismo, che si qualifica per la centralità e unicità del punto di vista del poeta, che narra la sua opera ed esprime le proprie sensazioni.
- il Romanticismo, dove il poeta fa di sé stesso, dei suoi sentimenti e della sua vita, poesia.

La poesia, così definita, è naturalmente buona ed è occasione di consolazione per l'uomo e il poeta. Pascoli fu anche commentatore e critico dell'opera di Dante e diresse inoltre la collana editoriale "Biblioteca dei Popoli". Il limite della poesia del Pascoli è costituito dall'ostentata pateticità e dall'eccessiva ricerca dell'effetto commovente. D'altro canto, il merito maggiore attribuibile al Pascoli fu quello di essere riuscito nell'impresa di far uscire la poesia italiana dall'eccessiva aulicità e retoricità non solo del Carducci e del Leopardi, ma anche del suo contemporaneo D'Annunzio. In altre parole, fu in grado di creare finalmente un legame diretto con la poesia d'Oltralpe e di respiro europeo. La lingua pascoliana è profondamente innovativa: essa perde il proprio tradizionale supporto logico, procede per simboli e immagini, con brevi frasi, musicali e suggestive.

### La poesia cosmica

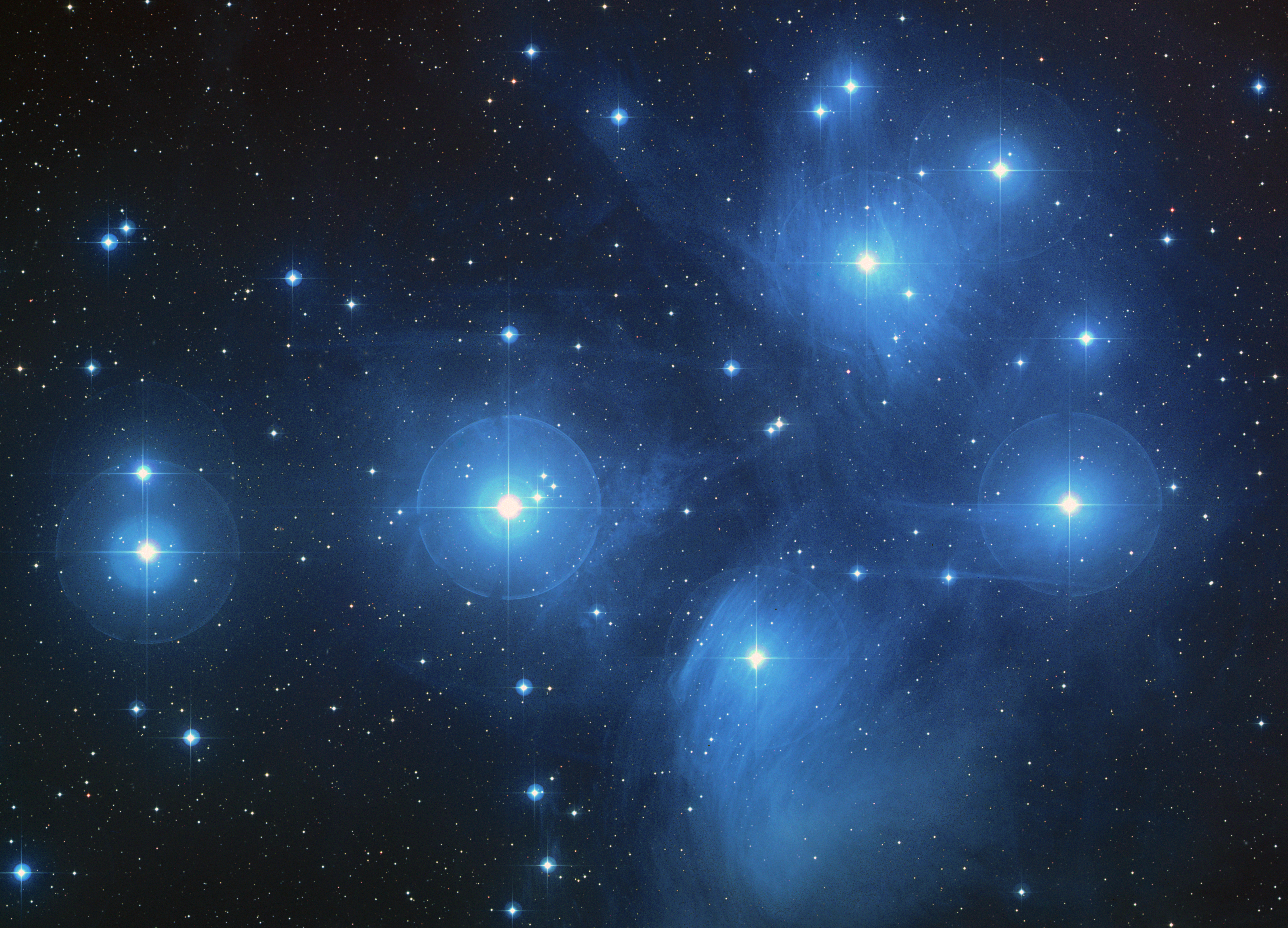
L'ammasso aperto delle Pleiadi (M45), nella costellazione del Toro. Pascoli lo cita col nome dialettale di "Chioccetta" ne Il gelsomino notturno. La visione dello spazio buio e stellato è uno dei temi ricorrenti nella sua poesia.

Fanno parte di questa produzione pascoliana liriche come Il bolide (Canti di Castelvecchio) e La vertigine (Nuovi Poemetti). Il poeta scrive nei versi conclusivi de Il bolide: "E la terra sentii nell'Universo. / Sentii, fremendo, ch'è del cielo anch'ella. / E mi vidi quaggiù piccolo e sperso / errare, tra le stelle, in una stella". Si tratta di componimenti permeati di spiritualismo e di panteismo (come anche nella poesia  La Vertigine). La Terra è errante nel vuoto, non più qualcosa di certo; lo spazio aperto è la vera dimora dell'uomo rapito come da un vento cosmico. Scrive il critico Giovanni Getto: " È questo il modo nuovo, autenticamente pascoliano, di avvertire la realtà cosmica: al geocentrismo praticamente ancora operante nell'emozione fantastica, nonostante la chiara nozione copernicana sul piano intellettuale, del Leopardi, il Pascoli sostituisce una visione eliocentrica o addirittura galassiocentrica: o meglio ancora, una visione in cui non si dà più un centro di sorta, ma soltanto sussistono voragini misteriose di spazio, di buio e di fuoco. Di qui quel sentimento di smarrita solitudine che nessuno ancora prima del Pascoli aveva saputo consegnare alla poesia".

### La lingua pascoliana
Pascoli disintegra la forma tradizionale del linguaggio poetico: con lui la poesia italiana perde il suo tradizionale supporto logico, procede per simboli e immagini, con frasi brevi, musicali e suggestive. Il linguaggio è fonosimbolico con un frequente uso di onomatopee, metafore, sinestesie, allitterazioni, anafore, vocaboli delle lingue speciali (gerghi). La disintegrazione della forma tradizionale comporta "il concepire per immagini isolate (il frammentismo), il periodo di frasi brevi e a sobbalzi (senza indicazione di passaggi intermedi, di modi di sutura), pacatamente musicali e suggestive; la parola circondata di silenzio." Pascoli ha rotto la frontiera tra grammaticalità ed evocatività della lingua. E non solo ha infranto la frontiera tra pregrammaticalità e semanticità, ma ha anche annullato "il confine tra melodicità ed icasticità, cioè tra fluido corrente, continuità del discorso, e immagini isolate autosufficienti. In una parola egli ha rotto la frontiera fra determinato e indeterminato".

### Pascoli e il mondo degli animali
In un'epoca storica in cui il mondo degli animali rappresenta un'entità assai ridotta nella vita degli uomini e dei loro sentimenti, quasi esclusivamente relegato agli aspetti di utilizzo pratico e di supporto al lavoro, soprattutto agricolo, Pascoli riconosce la loro dignità e squarcia un'originale apertura sull'esistenza delle specie animali e sul loro originale mondo di relazioni. 

## Opere
- 1891
  - Myricae, Livorno, Giusti, 1891; 1892; 1894; 1897; 1900; 1903.
- 1895
  - Lyra romana. Ad uso delle scuole classiche, Livorno, Giusti, 1895; 1899; 1903; 1911. (antologia di scritti latini per la scuola superiore).
- 1897
  - Pensieri sull'arte poetica, ne Il Marzocco, 17 gennaio, 7 marzo, 21 marzo, 11 aprile 1897. (meglio noto come Il fanciullino).
  - Iugurtha. Carmen Johannis Pascoli ex castro Sancti Mauri civis liburnensis et Bargaei in certamine poetico Hoeufftiano magna laude ornatum, Amstelodami, Apud Io. Mullerum, 1897. (poemetto latino).
  - Epos, Livorno, Giusti, 1897. (antologia di autori latini).
  - Poemetti, Firenze, Paggi, 1897.
- 1898
  - Minerva oscura. Prolegomeni: la costruzione morale del poema di Dante, Livorno, Giusti, 1898. (studi danteschi).
- 1899
  - Intorno alla Minerva oscura, Napoli, Pierro & Veraldi, 1899.
- 1900
  - Sul limitare. Poesie e prose per la scuola italiana, Milano-Palermo, Sandron, 1900. (antologia di poesie e prose per la scuola).
  - Sotto il velame. Saggio di un'interpretazione generale del poema sacro, Messina, Vincenzo Muglia, 1900.
- 1901
  - Fior da fiore. Prose e poesie scelte per le scuole secondarie inferiori, Milano-Palermo, Sandron, 1901. (antologia di prose e poesie italiane per le scuole medie).
- 1902
  - La mirabile visione. Abbozzo d'una storia della Divina Comedia, Messina, Vincenzo Muglia, 1902
- 1903
  - Canti di Castelvecchio, Bologna, Zanichelli, 1903; 1905; 1907. (dedicati alla madre).

- 1904
  - Primi poemetti, Bologna, Zanichelli, 1904.
  - Poemi conviviali, Bologna, Zanichelli, 1904.
- 1906
  - Odi e inni. 1896-1905, Bologna, Zanichelli, 1906.
- 1907
  - Pensieri e discorsi. 1895-1906, Bologna, Zanichelli, 1907.
- 1909
  - Nuovi poemetti, Bologna, Zanichelli, 1909.
  - Canzoni di re Enzio

La canzone del Carroccio, Bologna, Zanichelli, 1908.
La canzone del Paradiso, Bologna, Zanichelli, 1909.
La canzone dell'Olifante, Bologna, Zanichelli, 1908.
- 1911
  - Poemi italici, Bologna, Zanichelli, 1911.
  - La grande proletaria si è mossa. Discorso tenuto a Barga per i nostri morti e feriti, Bologna, Zanichelli, 1911. (Già pubbl. in La tribuna, 27 novembre 1911).
- 1912
  - Poesie varie, Bologna, Zanichelli, 1912; 1914. (a cura della sorella Maria).
- 1913
  - Poemi del Risorgimento, Bologna, Zanichelli, 1913.
- 1914
  - Patria e umanità. Raccolta di scritti e discorsi, Bologna, Zanichelli, 1914.
  - Carmina, Bononiae, Zanichelli, 1914. (poesie latine).
- 1922
  - Nell'anno Mille. Dramma, Bologna, Zanichelli, 1922. (dramma incompiuto).
- 1923
  - Nell'anno Mille. Sue notizie e schemi di altri drammi, Bologna, Zanichelli, 1923.
- 1925
  - Antico sempre nuovo. Scritti vari di argomento latino, Bologna, Zanichelli, 1925.

### Approfondimenti

#### Myricae
Il libro Myricae è la prima vera e propria raccolta di poesie di Pascoli, nonché una delle più amate. Il titolo riprende una citazione di Virgilio all'inizio della IV Bucolica in cui il poeta latino proclama di innalzare il tono poetico poiché "non a tutti piacciono gli arbusti e le umili tamerici" (non omnes arbusta iuvant humilesque myricae). Pascoli invece propone "quadretti" di vita campestre in cui vengono evidenziati particolari, colori, luci, suoni i quali hanno natura ignota e misteriosa. Il libro crebbe per il numero delle poesie in esso raccolte. Nel 1891, data della sua prima edizione, il libro raccoglieva soltanto 22 poesie dedicate alle nozze di amici. Nel 1903, la raccolta definitiva comprendeva 156 liriche del poeta. I componimenti sono dedicati al ciclo delle stagioni, al lavoro dei campi e alla vita contadina. Le myricae, le umili tamerici, diventano un simbolo delle tematiche del Pascoli ed evocano riflessioni profonde.
La descrizione realistica cela un significato più ampio così che, dal mondo contadino si arriva poi a un significato universale. La rappresentazione della vita nei campi e della condizione contadina è solo all'apparenza il messaggio che il poeta vuole trasmettere con le sue opere. In realtà questa frettolosa interpretazione della poetica pascoliana fa da scenario a stati d'animo come inquietudini ed emozioni. Il significato delle Myricae va quindi oltre l'apparenza. Nell'edizione del 1897 compare la poesia Novembre, mentre nelle successive compariranno anche altri componimenti come L'Assiuolo. Pascoli ha dedicato questa raccolta alla memoria di suo padre ("A Ruggero Pascoli, mio padre"). La poesia-pensiero del profondo, in Pascoli, attinge all'inconscio e tocca l'universale attraverso un mondo delle referenze condiviso da tutti.

#### La produzione latina
Giovanni Pascoli fu anche autore di poesie in lingua latina e con esse vinse per ben dodici volte il Certamen Hoeufftianum, un prestigioso concorso di poesia latina che annualmente si teneva ad Amsterdam. La produzione latina accompagnò il poeta per tutta la sua vita: dai primi componimenti scritti sui banchi del collegio degli Scolopi di Urbino, fino al poemetto Thallusa, la cui vittoria il poeta apprese solo sul letto di morte nel 1912. In particolare, la prima partecipazione al concorso olandese fu nel 1883 con il poemetto Leucothoe (ritrovato nel 2012 da Vincenzo Fera presso il Noord-Hollands Archief di Haarlem); l'anno 1892 fu insieme l'anno della sua prima premiazione con il poemetto Veianus e l'anno della stesura definitiva delle Myricae. Tra la sua produzione latina, vi è anche il carme alcaico Corda Fratres, composto nel 1898, pubblicato nel 1902, inno ufficiale della Fédération internationale des étudiants, una confraternita studentesca meglio nota come Corda Fratres. Pascoli amava molto il latino, che può essere considerato la sua lingua del cuore: il poeta scriveva in latino, prendeva appunti in latino, spesso pensava in latino, trasponendo poi espressioni latine in italiano; la sorella Maria ricorda che dal suo letto di morte Pascoli parlò in latino, anche se la notizia è considerata dai più poco attendibile, dal momento che la sorella non conosceva questa lingua. Per lungo tempo la produzione latina pascoliana non ha ricevuto l'attenzione che merita, essendo stata erroneamente considerata quale un semplice esercizio del poeta. Il Pascoli in quegli anni non era infatti l'unico a cimentarsi nella poesia latina (Giuseppe Giacoletti, un insegnante nel collegio degli Scolopi di Urbino frequentato dal Pascoli, vinse l'edizione del Certamen del 1863 con un poemetto sulle locomotive a vapore); ma Pascoli lo fece in maniera nuova e con risultati, poetici e linguistici, sorprendenti. L'attenzione verso questi componimenti si accese con la raccolta in due volumi curata da Ermenegildo Pistelli nel 1914, col saggio di Adolfo Gandiglio nell'edizione del 1930. Esistono delle traduzioni in lingua italiana delle poesie latine di Pascoli quali quella curata da Manara Valgimigli o le traduzioni di Enzo Mandruzzato.
Tuttavia la produzione latina ha un significato fondamentale, essendo coerente con la poetica del Fanciullino, la cifra del pensiero pascoliano. In realtà, la poetica del Fanciullino è la confluenza di due differenti poetiche: la poetica della memoria e la poetica delle cose. Gran parte della poesia pascoliana nasce dalle memorie, dolci e tristi, della sua infanzia: "Ditelo voi [...], se la poesia non è solo in ciò che fu e in ciò che sarà, in ciò che è morto e in ciò che è sogno! E dite voi, se il sogno più bello non è sempre quello in cui rivive ciò che è morto". Pascoli dunque intende fare rivivere ciò che è morto, attingendo non solo al proprio ricordo personale, bensì travalica la propria esperienza, descrivendo personaggi facenti parte anche dell'evo antico: infanzia e mondo antico sono le età nelle quali l'uomo vive o è vissuto più vicino a una sorta di stato di natura. "Io sento nel cuore dolori antichissimi, pure ancor pungenti. Dove e quando ho provato tanti martori? Sofferto tante ingiustizie? Da quanti secoli vive al dolore l'anima mia? Ero io forse uno di quegli schiavi che giravano la macina al buio, affamati, con la museruola?". Contro la morte - delle lingue, degli uomini e delle epoche - il poeta si appella alla poesia: essa è la sola, la vera vittoria umana contro la morte. "L'uomo alla morte deve disputare, contrastare, ritogliere quanto può". Ma da ciò non consegue di necessità l'uso del latino.
Qui interviene l'altra e complementare poetica pascoliana: la poetica delle cose. "Vedere e udire: altro non deve il poeta. Il poeta è l'arpa che un soffio anima, è la lastra che un raggio dipinge. La poesia è nelle cose". Ma questa aderenza alle cose ha una conseguenza linguistica di estrema importanza, ogni cosa deve parlare quanto più è possibile con la propria voce: gli esseri della natura con l'onomatopea, i contadini col vernacolo, gli emigranti con l'italo-americano, Re Enzio col bolognese del Duecento; i Romani, naturalmente, parleranno in latino. Dunque il bilinguismo di Pascoli in realtà è solo una faccia del suo plurilinguismo. Bisogna tenere conto anche di un altro elemento: il latino del Pascoli non è la lingua che abbiamo appreso a scuola. Questo è forse il secondo motivo per il quale la produzione latina pascoliana è stata per anni oggetto di scarso interesse: per poter leggere i suoi poemetti latini è necessario essere esperti non solo del latino in generale, ma anche del latino di Pascoli. Si è già fatto menzione del fatto che nello stesso periodo, e anche prima di lui, altri autori avevano scritto in latino; scrivere in latino per un moderno comporta due differenti e contrapposti rischi. L'autore che si cimenti in questa impresa potrebbe, da una parte, incappare nell'errore di esprimere una sensibilità moderna in una lingua classica, cadendo in un latino maccheronico; oppure potrebbe semplicemente imitare gli autori classici, senza apportare alcuna novità alla letteratura latina.
Pascoli invece reinventa il latino, lo plasma, piega la lingua perché possa esprimere una sensibilità moderna, perché possa essere una lingua contemporanea. Se oggi noi parlassimo ancora latino, forse parleremmo il latino di Pascoli. (cfr. Alfonso Traina, Saggio sul latino del Pascoli, Pàtron). Numerosi sono i componimenti, in genere raggruppati in diverse raccolte secondo l'edizione del Gandiglio, tra le quali: Poemata Christiana, Liber de Poetis, Res Romanae, Odi et Hymni. Due sembrano essere i temi favoriti del poeta: Orazio, poeta della aurea mediocritas, che Pascoli sentiva come suo alter ego, e le madri orbate, cioè private del loro figlio (cfr. Thallusa, Pomponia Graecina, Rufius Crispinus). In quest'ultimo caso il poeta sembra come ribaltare la sua esperienza personale di orfano, privando invece le madri del loro ocellus ("occhietto", come Thallusa chiama il bambino). I Poemata Christiana sono da considerarsi il suo capolavoro in lingua latina. In essi Pascoli traccia, attraverso i vari poemetti, tutti in esametri, la storia del Cristianesimo in Occidente: dal ritorno a Roma del centurione che assistette alla morte di Cristo sul Golgota (Centurio), alla penetrazione del Cristianesimo nella società romana, dapprima attraverso gli strati sociali di condizione servile (Thallusa), poi attraverso la nobiltà romana (Pomponia Graecina), fino al tramonto del paganesimo (Fanum Apollinis).

## Biblioteca e archivio personali
La sua biblioteca e il suo archivio sono conservati sia nella Casa museo Pascoli a Castelvecchio Pascoli frazione di Barga, sia nella Biblioteca statale di Lucca.
A San Mauro Pascoli la sua casa natale, oggi proprietà del Comune di San Mauro Pascoli, è sede di un museo dedicato alla memoria del poeta.

## Onori
- Nel 1924 la casa natale di Giovanni Pascoli a San Mauro Pascoli viene dichiarata Monumento nazionale.[47]
- Nel 2012, in occasione del centenario della morte del poeta, gli vengono dedicate importanti iniziative in tutta la Penisola.[48]
- Nel 2012 viene coniata una moneta celebrativa da due euro con l'effige del Poeta.[48]
- Cavaliere dell'Ordine Civile di Savoia, 1912.